# أندرو هيغينسون
أندرو هيغينسون (بالإنجليزية: Andrew Higginson)‏ هو لاعب سنوكر بريطاني، ولد في 13 ديسمبر 1977 في تشيشير في المملكة المتحدة.

## روابط خارجية
- أندرو هيغينسون على موقع CueTracker.net (الإنجليزية)
- أندرو هيغينسون على موقع بطولة العالم للسنوكر (الإنجليزية)